# 埃申茨维莱尔
埃申茨维莱尔（法語：Eschentzwiller，法語發音：[ɛʃəntsvilɛʁ] ⓘ）是法国上莱茵省的一个市镇，属于米卢斯区。

## 地理
埃申茨维莱尔（47°42'46"N, 7°23'55"E）面积3.19 平方千米，位于法国大東部大區上莱茵省，该省份为法国东部内陆省份，是阿尔萨斯的一部分，今与下莱茵省组成了阿尔萨斯欧洲集体，其北临下莱茵省，西接孚日省，西南接贝尔福地区省，东侧沿莱茵河与德国相望，南与瑞士接壤。
与埃申茨维莱尔接壤的市镇（或旧市镇、城区）包括：布吕巴克、翁堡、迪特维莱尔、朗德塞、阿布赛姆。
埃申茨维莱尔的时区为UTC+01:00、UTC+02:00（夏令时）。

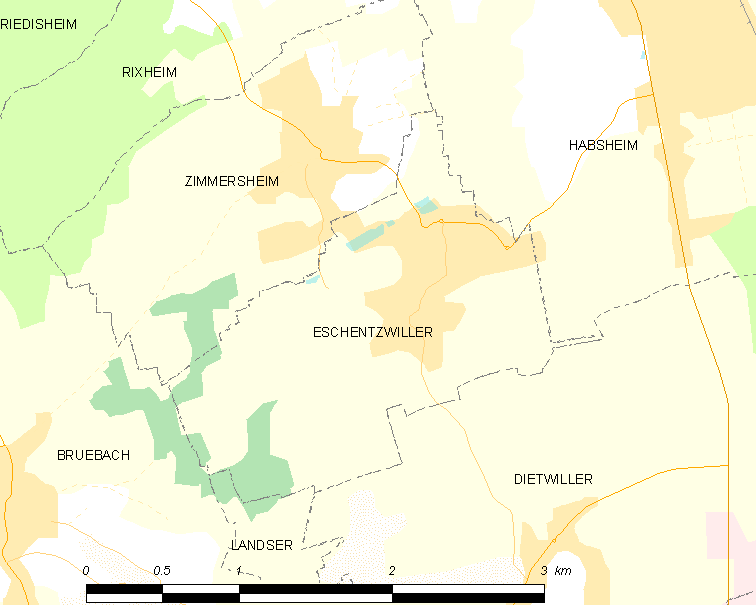
埃申茨维莱尔的OSM定位图

## 行政
埃申茨维莱尔的邮政编码为68440，INSEE市镇编码为68084。

## 政治
埃申茨维莱尔所属的省级选区为布伦什塔特县。

## 人口

1962-2008年间埃申茨维莱尔人口变化图示

埃申茨维莱尔于2022年1月1日时的人口数量为1510人。